# Clermont (Queensland)
|                       | Jan   | Feb   | Mär  | Apr  | Mai  | Jun  | Jul  | Aug  | Sep  | Okt  | Nov  | Dez  |   |       |
| Mittl. Tagesmax. (°C) | 34,3  | 33,0  | 31,9 | 29,4 | 26,0 | 23,0 | 23,0 | 25,2 | 28,7 | 31,8 | 33,9 | 34,8 | ⌀ | 29,6  |
| Mittl. Tagesmin. (°C) | 21,5  | 21,0  | 19,4 | 15,7 | 11,4 | 8,0  | 6,7  | 8,2  | 12,0 | 16,2 | 19,0 | 20,8 | ⌀ | 15    |
|                       |       |       |      |      |      |      |      |      |      |      |      |      |   |       |
| Niederschlag (mm)     | 118,1 | 113,8 | 76,7 | 39,9 | 35,9 | 34,2 | 25,6 | 19,5 | 19,9 | 35,5 | 57,6 | 92,2 | Σ | 668,9 |
|                       |       |       |      |      |      |      |      |      |      |      |      |      |   |       |
| Regentage (d)         | 8,5   | 8,0   | 5,9  | 3,5  | 3,6  | 3,4  | 2,9  | 2,3  | 2,5  | 4,0  | 5,3  | 7,0  | Σ | 56,9  |

| 21,5 |

| 21,0 |

| 19,4 |

| 15,7 |

| 11,4 |

| 8,0 |

| 6,7 |

| 8,2 |

| 12,0 |

| 16,2 |

| 19,0 |

| 20,8 |

| 21,5 |

| 21,0 |

| 19,4 |

| 15,7 |

| 11,4 |

| 8,0 |

| 6,7 |

| 8,2 |

| 12,0 |

| 16,2 |

| 19,0 |

| 20,8 |

Clermont ist eine Kleinstadt, die sich in der Isaac Region,  Queensland in Australien befindet. Sie liegt 274 km südwestlich von Mackay an der Kreuzung des Gregory Highway und Peak Downs Highway.

## Geschichte
Ludwig Leichhardt war der erste Europäer der durch dieses Gebiet im Jahre 1845 kam. Als 1861 Gold in der Region entdeckt wurde, entstand dieser Ort, der 1864 zur Stadt ernannt wurde. Benannt wurde Clermont nach der französischen Stadt Clermont-Ferrand. In den 1880er Jahren lebten in der Stadt etwa 4000 Chinesen, die Gold schürften und Kupfer abbauten. Wegen rassistischer Sentiments wurden sie aus der Region im Jahre 1888 vertrieben.
Eine Eisenbahnstrecke für Transportlinie über Emerald erreichte Clermont im Februar 1884.
Während des Schafscherer-Streiks von 1891 wurden 400 Soldaten von der Kolonialregierung Queenslands in den Ort beordert um die streikenden Schafscherer, die gewerkschaftlich organisiert waren von den Streikbrechern zu trennen.

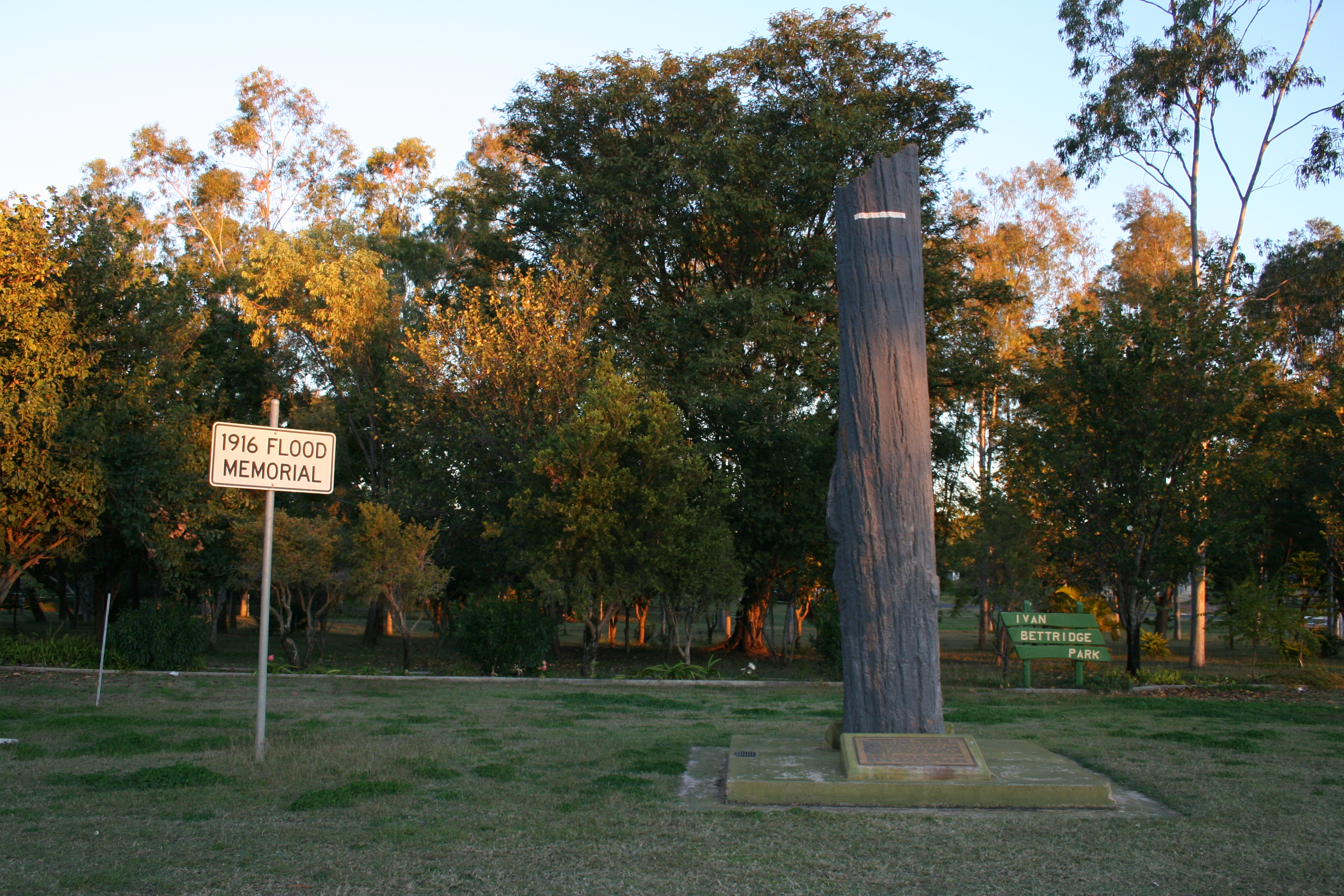
Höhenmarkierung der Flut von 1916

Der Ort wurde häufig überflutet, insbesondere in den Jahren zwischen 1864 und 1896. Die größte Flut am 28. Dezember 1916 führte zum Tode von 65 Personen bei einer Einwohnerschaft des Ortes von 1500. Nach dieser Flut wurden die Häuser aus Holz auf ein höheres Gelände verfrachtet.

## Heute
Der Ort hat seine Existenzberechtigung durch den Kohle-Bergbau im großen Stil, u. a. der Clermont Coal Mine und der Blair Athol Coal Mine, und durch die Landwirtschaft. Trotz der geringen Einwohnerzahl gibt es etliche Golfplätze, ein Schwimmbad, einige Rugby-Teams und weitere Sportaktivitäten, alles unterstützt von der ansässigen Minengesellschaft um die Arbeit dort attraktiver zu machen.
Im Clermont Museum sind Artefakten und historische Maschinen ausgestellt. Auf dem Friedhof von Clermont, der am Ufer des Sandy Creek liegt, befinden sich die Gräber der Flutopfer. Führungen durch ein Kohlebergwerk am Blair Athol werden für Touristen angeboten.

## Persönlichkeiten
- Billy Sing (William Edward Sing) (1886–1943), hochdekorierter australischer Scharfschütze in der Schlacht von Gallipoli